# Louis Vivien de Saint-Martin
Pour les articles homonymes, voir Vivien.
Louis Vivien, dit Vivien de Saint-Martin, né le 17 mai 1802 à Saint-Martin-de-Fontenay et mort à Versailles le 26 décembre 1896, est un géographe français du XIXe siècle.

## Biographie
Installé à Paris sous la Restauration, Louis Vivien se fait connaître par la publication d'une Carte électorale et administrative (1823) et d'un Atlas universel très complet (1825) puis, à partir de 1828, par sa collaboration au Bibliomappe de Jacques-Charles Bailleul. Vivien est géographe avant tout, mais sous la Monarchie de Juillet, la maison d'édition Pourrat frères lui fait rédiger des livres dans d'autres domaines, notamment historiques (avec une Histoire générale de la Révolution française, conçue dans un esprit libéral, et une Histoire de Napoléon), et traduire différentes œuvres anglaises telles que les romans de Walter Scott.
Rédacteur des Nouvelles annales des voyages entre 1845 et 1854 et, plus brièvement de l'Athenæum français (1847-1848), il collabore à de nombreux périodiques (Le Constitutionnel, Revue contemporaine, Revue germanique, La Presse). Il rédige également L'Année géographique entre 1863 et 1875 avant de passer le relai à G. Maunoir et Henri Duveyrier.
Il a surtout entrepris trois œuvres monumentales, une Histoire des découvertes géographiques, un Nouveau dictionnaire de géographie universelle et un Atlas universel de géographie. Cependant, la première de ces publications est restée achevée après la Révolution de 1848 et, pour les deux suivantes, c'est l'âge qui incite Vivien à laisser à d'autres géographes (respectivement Louis Rousselet et Franz Schrader) le soin de les mener à bien.
Président honoraire de la Société de géographie dont il avait été l'un des fondateurs, lauréat de l'Académie des inscriptions et belles-lettres, membre de la Société asiatique, de la Société d'ethnologie et d'un grand nombre de sociétés savantes et académies européennes.

## Distinctions
- Chevalier de la Légion d'honneur, 12 août 1867[2]

### Principales œuvres de Vivien de Saint-Martin
- Histoire générale de la Révolution française, de l'Empire, de la Restauration, de la Monarchie de 1830, jusques et compris 1841 (4 tomes en 2 volumes), Paris, Pourrat frères, 1841-1842.
- Histoire de Napoléon et de l'Empire (2 tomes), Paris, Pourrat frères, 1844.
- Histoire des découvertes géographiques des nations européennes dans les diverses parties du monde (2 volumes), Paris, Arthus-Bertrand, 1845-1846.
- Recherches sur les populations primitives et les plus anciennes traditions du Caucase, Paris, Arthus-Bertrand, 1847.
- Études de géographie ancienne et d'ethnographie asiatique (2 volumes), Paris, Arthus-Bertrand, 1850-1852.
- Description historique et géographique de l'Asie mineure (2 volumes), Paris, Arthus-Bertrand, 1852.
- Étude sur la géographie grecque et latine de l'Inde, Paris, Imprimerie impériale, 1858.
- Étude sur la géographie et les populations primitives du nord-ouest de l'Inde, d'après les hymnes védiques, Paris, Imprimerie impériale, 1860.
- Le Nord de l'Afrique dans l'antiquité grecque et romaine, étude historique et géographique, Paris, Imprimerie impériale, 1863.
- Histoire de la géographie et des découvertes géographiques depuis les temps les plus reculés jusqu'à nos jours, Paris, Hachette, 1873.
- Avec Franz Schrader : Atlas universel de géographie construit d'après les sources originales et les documents les plus récents, Paris, Hachette, 1876-1915.
- Avec Louis Rousselet : Nouveau dictionnaire de géographie universelle (9 volumes), Paris, Hachette, 1879-1900.